# Paul Steenbergen
Paul Jozef Steenbergen (Amsterdam, 22 maart 1907 – Den Haag, 8 mei 1989) was een Nederlands acteur en toneelregisseur.
Steenbergen was een zoon van acteur Johannes Steenbergen (1877-1956) en actrice Adriana van de Griendt (1882-1944). Hij leerde het vak in de praktijk bij het gezelschap van zijn vader en debuteerde professioneel in 1933 bij het Vereenigd Rotterdamsch-Hofstad Tooneel waar hij een rol moest overnemen van Piet Rienks.
In zijn lange loopbaan was Steenbergen te zien in een groot aantal rollen. Vanaf de oprichting speelde hij bij de Haagse Comedie. Tussen 1950 en 1971 was hij bovendien directeur van het gezelschap.
Naast zijn werk in het theater was Steenbergen ook met enige regelmaat te zien in films en op televisie. Aan het begin van zijn filmcarrière speelde hij voornamelijk naast actrice Lily Bouwmeester, in onder meer Veertig Jaren (1938), Vadertje Langbeen (1938) en Morgen gaat 't beter (1939). Tijdens de oorlog speelde hij in Drie weken huisknecht (1944) en in 1955 speelde hij in Ciske de Rat. Daarna speelde hij naast toneelrollen alleen nog in telefilms en televisieseries. In 1979 werd hij echter door Bert Haanstra gevraagd voor de rol van oud-directeur in Een pak slaag. Zijn laatste rol op televisie was in Herfst in Riga met Mary Dresselhuys.
Steenbergen was viermaal gehuwd. Zijn echtgenotes Nelly Gijswijt, Caro van Eyck en Myra Ward waren ook aan het toneel. Zijn derde echtgenote was adjunct-directrice van een bontzaak.
In 1963 droeg Albert van Dalsum de in 1960 ingestelde Albert van Dalsumring aan Paul Steenbergen over. In 1982 stelde de gemeente Den Haag de Paul Steenbergenpenning in ter gelegenheid van zijn 75e verjaardag. Steenbergen kreeg deze penning, welke hij mocht doorgeven op een zelfgekozen moment aan een zelfgekozen acteur. Daarnaast werd hij onderscheiden met het ereburgerschap van de gemeente. Na zijn overlijden op 82-jarige leeftijd werd Steenbergen op de radio herdacht door zijn jongere collega Guido de Moor, die later in dat jaar zelf zou overlijden. Steenbergen werd gecremeerd in het Crematorium Nieuw Eykenduynen in Den Haag.

## Voorstellingen
- Mooi weer vandaag - David Storey - Haagse Comedie - 1971

## Filmografie
- 1979 - Een pak slaag - Slieps sr.
- 1955 - Ciske de Rat - Kapelaan De Goey
- 1944 - Drie weken huisknecht - Jonkheer Alfred de Beaucour
- 1939 - Morgen gaat 't beter - Alfred Herder
- 1938 - Vadertje Langbeen - onbekend
- 1938 - Veertig jaren - Wim Maasdonk